# Roscoe Lockwood
Pour les articles homonymes, voir Lockwood.
Roscoe Conkling Lockwood, né le 22 novembre 1875 à Upper Pittsgrove et mort le 24 novembre 1960 à Moorestown, est un rameur d'aviron américain.
Il a remporté la médaille d'or en huit aux Jeux olympiques d'été de 1900 à Paris.